# 웃으면 복이와요
웃으면 복이와요는 대한민국의 문화방송에서 방송됐던 코미디 프로그램이다.

## 역사
MBC-TV 개국 직후인, 1969년 8월 14일에 대부 김경태, 유수열 PD에 의해 시작하여 1985년 4월 17일까지 방영된 후 중단되었다가, 7년 만에 부활되어 1992년 11월 22일부터 1994년 10월 8일까지 방송되었다.

## 방송 일정
| 방송 채널 | 방송 기간                           | 방송 시간                             | 방송 분량  |
| --------- | ----------------------------------- | ------------------------------------- | ---------- |
| MBC TV    | 1969년 8월 14일                     | 매주 목요일 밤 9시 25분 ~ 10시 45분   | 1시간 20분 |
| MBC TV    | 1969년 8월 21일                     | 매주 목요일 밤 9시 25분 ~ 10시 30분   | 1시간 5분  |
| MBC TV    | 1969년 8월 28일 ~ 1969년 11월 13일  | 매주 목요일 밤 9시 25분 ~ 10시 40분   | 1시간 15분 |
| MBC TV    | 1969년 11월 23일 ~ 1970년 2월 22일  | 매주 일요일 저녁 7시 ~ 8시            | 1시간      |
| MBC TV    | 1970년 3월 1일 ~ 1970년 4월 5일     | 매주 일요일 저녁 8시 ~ 밤 9시         | 1시간      |
| MBC TV    | 1970년 4월 12일 ~ 1970년 10월 4일   | 매주 일요일 저녁 7시 30분 ~ 8시 15분  | 45분       |
| MBC TV    | 1970년 10월 18일 ~ 1971년 2월 28일  | 매주 일요일 저녁 8시 ~ 8시 45분       | 45분       |
| MBC TV    | 1973년 2월 11일 ~ 1973년 4월 1일    | 매주 일요일 저녁 8시 ~ 8시 45분       | 45분       |
| MBC TV    | 1971년 3월 7일 ~ 1971년 5월 2일     | 매주 일요일 저녁 8시 10분 ~ 9시       | 50분       |
| MBC TV    | 1971년 5월 16일 ~ 1971년 5월 23일   | 매주 일요일 저녁 8시 10분 ~ 9시       | 50분       |
| MBC TV    | 1971년 5월 9일                      | 매주 일요일 밤 9시 ~ 9시 50분         | 50분       |
| MBC TV    | 1971년 5월 30일 ~ 1971년 8월 1일    | 매주 일요일 저녁 8시 10분 ~ 8시 55분  | 45분       |
| MBC TV    | 1971년 9월 5일 ~ 1972년 4월 2일     | 매주 일요일 저녁 8시 10분 ~ 8시 55분  | 45분       |
| MBC TV    | 1972년 10월 8일 ~ 1973년 1월 7일    | 매주 일요일 저녁 8시 10분 ~ 8시 55분  | 45분       |
| MBC TV    | 1973년 1월 21일 ~ 1973년 2월 4일    | 매주 일요일 저녁 8시 10분 ~ 8시 55분  | 45분       |
| MBC TV    | 1971년 8월 8일                      | 매주 일요일 저녁 8시 20분 ~ 9시 5분   | 45분       |
| MBC TV    | 1971년 8월 22일 ~ 1971년 8월 29일   | 매주 일요일 저녁 8시 30분 ~ 9시 15분  | 45분       |
| MBC TV    | 1972년 4월 9일 ~ 1972년 9월 24일    | 매주 일요일 저녁 8시 40분 ~ 9시 25분  | 45분       |
| MBC TV    | 1973년 1월 14일                     | 매주 일요일 저녁 8시 40분 ~ 9시 25분  | 45분       |
| MBC TV    | 1972년 10월 1일                     | 매주 일요일 밤 10시 ~ 10시 45분       | 45분       |
| MBC TV    | 1973년 4월 8일 ~ 1974년 9월 29일    | 매주 일요일 저녁 8시 15분 ~ 9시       | 45분       |
| MBC TV    | 1974년 10월 6일 ~ 1975년 4월 6일    | 매주 일요일 저녁 8시 10분 ~ 8시 50분  | 40분       |
| MBC TV    | 1975년 4월 13일 ~ 1975년 6월 29일   | 매주 일요일 저녁 7시 10분 ~ 7시 55분  | 45분       |
| MBC TV    | 1975년 7월 6일 ~ 1977년 1월 16일    | 매주 일요일 저녁 7시 20분 ~ 8시 5분   | 45분       |
| MBC TV    | 1977년 1월 23일 ~ 1977년 6월 19일   | 매주 일요일 저녁 7시 15분 ~ 8시       | 45분       |
| MBC TV    | 1977년 7월 10일                     | 매주 일요일 저녁 7시 15분 ~ 8시       | 45분       |
| MBC TV    | 1977년 6월 26일                     | 매주 일요일 저녁 6시 55분 ~ 7시 40분  | 45분       |
| MBC TV    | 1977년 7월 3일                      | 매주 일요일 저녁 7시 35분 ~ 8시 10분  | 35분       |
| MBC TV    | 1977년 7월 17일                     | 매주 일요일 저녁 6시 40분 ~ 7시 25분  | 45분       |
| MBC TV    | 1977년 11월 13일                    | 매주 일요일 저녁 6시 40분 ~ 7시 25분  | 45분       |
| MBC TV    | 1977년 7월 24일 ~ 1977년 10월 30일  | 매주 일요일 저녁 6시 30분 ~ 7시 15분  | 45분       |
| MBC TV    | 1977년 11월 27일                    | 매주 일요일 저녁 6시 40분 ~ 7시 25분  | 45분       |
| MBC TV    | 1977년 12월 4일 ~ 1977년 12월 11일  | 매주 일요일 저녁 6시 20분 ~ 7시 5분   | 45분       |
| MBC TV    | 1978년 1월 8일 ~ 1978년 3월 26일    | 매주 일요일 저녁 6시 20분 ~ 7시 5분   | 45분       |
| MBC TV    | 1978년 4월 9일                      | 매주 일요일 저녁 6시 20분 ~ 7시 5분   | 45분       |
| MBC TV    | 1977년 12월 18일                    | 매주 일요일 저녁 7시 5분 ~ 7시 50분   | 45분       |
| MBC TV    | 1978년 1월 1일                      | 매주 일요일 오후 5시 40분 ~ 7시       | 1시간 20분 |
| MBC TV    | 1978년 4월 2일                      | 매주 일요일 저녁 5시 55분 ~ 6시 40분  | 45분       |
| MBC TV    | 1978년 4월 16일 ~ 1978년 8월 20일   | 매주 일요일 저녁 6시 40분 ~ 7시 30분  | 50분       |
| MBC TV    | 1978년 9월 3일 ~ 1978년 10월 15일   | 매주 일요일 저녁 6시 40분 ~ 7시 30분  | 50분       |
| MBC TV    | 1978년 8월 27일 ~ 1978년 8월 20일   | 매주 일요일 저녁 7시 30분 ~ 8시 15분  | 45분       |
| MBC TV    | 1978년 10월 22일 ~ 1978년 12월 3일  | 매주 일요일 저녁 6시 30분 ~ 7시 20분  | 50분       |
| MBC TV    | 1979년 1월 7일 ~ 1979년 3월 25일    | 매주 일요일 저녁 6시 30분 ~ 7시 20분  | 50분       |
| MBC TV    | 1978년 12월 10일                    | 매주 일요일 저녁 7시 25분 ~ 8시 5분   | 45분       |
| MBC TV    | 1978년 12월 17일                    | 매주 일요일 저녁 7시 25분 ~ 8시 15분  | 50분       |
| MBC TV    | 1979년 4월 1일                      | 매주 일요일 저녁 6시 10분 ~ 7시       | 50분       |
| MBC TV    | 1979년 4월 8일 ~ 1980년 11월 9일    | 매주 일요일 저녁 6시 25분 ~ 7시 15분  | 50분       |
| MBC TV    | 1980년 11월 16일 ~ 1980년 12월 14일 | 매주 일요일 밤 9시 10분 ~ 10시        | 50분       |
| MBC TV    | 1980년 12월 17일 ~ 1981년 3월 11일  | 매주 수요일 저녁 8시 10분 ~ 밤 9시    | 50분       |
| MBC TV    | 1981년 4월 15일 ~ 1981년 9월 30일   | 매주 수요일 저녁 8시 10분 ~ 밤 9시    | 50분       |
| MBC TV    | 1981년 3월 18일 ~ 1981년 4월 8일    | 매주 수요일 저녁 8시 ~ 밤 9시         | 1시간      |
| MBC TV    | 1981년 10월 7일 ~ 1982년 9월 22일   | 매주 수요일 저녁 7시 40분 ~ 8시 30분  | 50분       |
| MBC TV    | 1982년 10월 13일 ~ 1983년 3월 23일  | 매주 수요일 저녁 7시 40분 ~ 8시 30분  | 50분       |
| MBC TV    | 1982년 9월 29일                     | 매주 수요일 저녁 6시 40분 ~ 7시 30분  | 50분       |
| MBC TV    | 1983년 3월 30일 ~ 1983년 4월 20일   | 매주 수요일 저녁 8시 ~ 밤 9시         | 1시간      |
| MBC TV    | 1983년 4월 27일 ~ 1983년 5월 11일   | 매주 수요일 저녁 8시 ~ 8시 55분       | 55분       |
| MBC TV    | 1983년 5월 19일 ~ 1983년 10월 27일  | 매주 목요일 저녁 8시 ~ 8시 55분       | 55분       |
| MBC TV    | 1983년 11월 2일 ~ 1984년 4월 4일    | 매주 수요일 저녁 7시 55분 ~ 8시 50분  | 55분       |
| MBC TV    | 1984년 4월 11일 ~ 1985년 4월 17일   | 매주 수요일 저녁 8시 5분 ~ 밤 9시     | 55분       |
| MBC TV    | 1992년 11월 22일 ~ 1993년 4월 11일  | 매주 일요일 낮 12시 10분 ~ 1시 5분    | 55분       |
| MBC TV    | 1993년 4월 18일 ~ 1993년 5월 23일   | 매주 일요일 낮 11시 ~ 12시            | 1시간      |
| MBC TV    | 1993년 5월 30일 ~ 1993년 10월 17일  | 매주 일요일 저녁 5시 10분 ~ 6시 10분  | 1시간      |
| MBC TV    | 1993년 10월 24일 ~ 1994년 4월 10일  | 매주 일요일 저녁 6시 ~ 7시            | 1시간      |
| MBC TV    | 1994년 4월 17일 ~ 1994년 6월 12일   | 매주 일요일 아침 10시 10분 ~ 11시 5분 | 55분       |
| MBC TV    | 1994년 6월 18일 ~ 1994년 10월 8일   | 매주 토요일 저녁 6시 ~ 7시            | 1시간      |

## 주요 출연자 명단

### 1970·1980년대/1992~1994년
| - 구봉서 - 권귀옥 - 서영춘 - 송해 - 이기동 - 남철 - 남성남 - 이주일 - 배연정 - 양훈 - 한무 - 백남봉 - 남보원 | 김희자 박시명 | - 양석천 - 배삼룡 - 김영하 - 이대성 - 김명덕 | - 전정희 - 이영자 - 이기철 - 배일집 - 김성은 - 이경실 - 김상호 - 조정현 - 서승만 - 김보화 | - 서경석 - 이윤석 - 박명수 - 홍기훈 - 김학도 - 서춘화 ETC |

## 같이 보기
- 유머 일번지
- 쇼 비디오 자키
- 고전유머극장